# Adhuoljok Malual
Adhuoljok John Majak Malual (Roma, 14 de noviembre de 2000) es una voleibolista italiana que se desempeña en la posición de opuesta. En 2023 integró el VBC Casalmaggiore de la liga A1 italiana y forma parte de la selección italiana de voleibol femenino, con la que participó en la Liga de las Naciones 2023.

## Biografía
Nacida en Roma de padres sudaneses del sur, comenzó su carrera en el Argentario Progetto Vollei de la ciudad de Trento en la temporada 2013-14. En la temporada 2017-18 fue transferida al Club Italia, equipo con el que logró el ascenso de la serie A2 a la A1. En 2019 pasó al Green Warriors Sassuolo de la serie A2, para al año siguiente partir hacia la Universidad de Texas, donde jugó seis meses con los Texas Longhorns. A su regreso a Italia se incorporó al club de la serie A1 VBC Casalmaggiore, donde gracias a las lesiones de las opuestas Polina Rahimova (en la temporada 2021/22) y Emiliya Dimitrova (en 2022/23) pudo integrar el primer equipo, finalizando en el sexto puesto de la temporada 2022/23 y contabilizando 151 puntos en total (130 de ataque, 14 bloqueos y 7 puntos de saque) en 16 partidos. Finalizada la temporada el club Vero Volley anunció su contratación, junto a la de Paola Egonu, Brenda Castillo, Kara Bajema, Laura Heyrman y otras.
Su hermana Ajack juega voleibol en las divisiones juveniles del Busto Arsizio, mientras que su hermano Dhieiu John Majak lo hace en las del Trentino Volley.

## Selección nacional
Participó en el Campeonato Europeo sub-19 de 2019, donde se consagró campeona. El mismo año participó en el Campeonato Mundial Sub-20 disputado en México, en el que consiguió la medalla de plata. Con la selección mayor integró el plantel que disputó la Liga de las Naciones de 2023.

## Palmarés
- Campeonato Europeo sub-19 de 2019 -  Campeona

- Campeonato Mundial Sub-20 de 2019 -  Subcampeona